# عيآل حسين (نهم)

تعديل مصدري - تعديل

عيآل حسين هي إحدى قرى عزلة مرهبة بمديرية نهم التابعة لمحافظة صنعاء، بلغ تعداد سكانها 468 نسمة حسب تعداد اليمن لعام 2004.